# لويس دي فاريا
لويس دي فاريا (بالإسبانية: Luis De Faría)‏ هو لاعب كرة قدم أرجنتيني في مركز الوسط، ولد في 21 فبراير 1996 في مندوزا في الأرجنتين. لعب مع غودوي كروز.

## وصلات خارجية
- لويس دي فاريا على موقع قاعدة بيانات كرة القدم.إي يو (الإنجليزية)
- لويس دي فاريا على موقع Soccerway.com (الإنجليزية)